# ポール・エルスタック

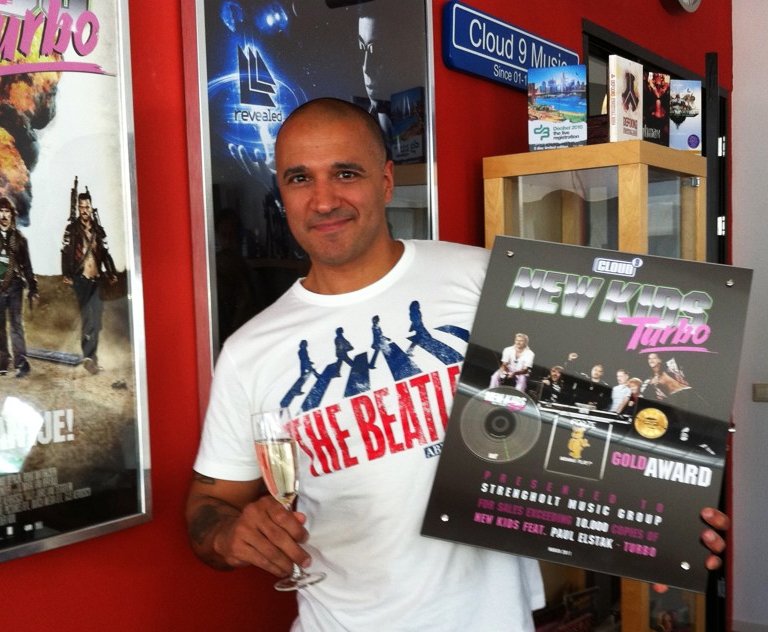
ポール・エルスタック

DJポールこと、ポール・エルスタック（1966年1月14日 - ）は、ハードコアテクノのプロデューサー、およびDJである。出身はオランダのハーグ。本名はポール・ロジャース・エルスタック(Paul Roger Elstak)
ハッピーハードコアをリリースする場合には『DJポール・エルスタック』として、ガバをリリースする場合には『DJポール』などと、それぞれ名義を使い分けている。
後年、Offensive Recordsを設立した後は、フルネームでもクレジットを入れるようになった。

## 経歴
ジャズ・ミュージシャンであった祖父のNedley Elstakが、1936年にインドネシアのジャワからオランダへ移住してきた。オランダにおけるエルスタック家の音楽活動は、ここが事実上のスタートであった。更に、ポールの父親もロック歌手のバックバンドをしており、ポールは小さい頃から音楽に囲まれた環境で育つ事ができた。
1982年からクラブでDJを始めるようになり、マクドナルドのアルバイトをして稼いだお金でレコードを買っていた。当時は主にヒップホップの曲をプレイしていた。DJによる活動を行って行く中、1987年にはロッテルダムのディスコ「Blue Tiek」のメインDJとして選出されるようになる、ポールは次第に地元の有名DJとなっていった。
1990年には、Peter SlaghuisとのユニットTimedrillersでレコードをリリースした。更にPeter Slaghuisとは、ホリー・ノイズとしても活動を行う事となり、"James Brown Is Still Alive!!"などのヒットを出す事となる。この時期からは、オランダのハウスアーティストとして海外にも有名となっていく。
1992年には、Midtown Recordsの傘下としてレコードレーベルのロッテルダムレコードを立ち上げ、そこからハードコアテクノを中心とした数々のレコードをリリースするようになる。1993年には電気グルーヴのアルバム『Flash PaPa MENTHOL』のカフェ・ド・鬼 (かなりおもしろい顔MIX)をプロデュースしたことでテクノに慣れていなかった日本のファンにも名前が知られるようになっていった。1995年からは次第にハッピーハードコアの色合いが濃くなり、リリースした曲がオランダの音楽チャートで上位に入るようになる。
2002年には、ロッテルダムレコードの運営を離れてOffensive Recordsを設立し、以後はそちらでのリリースがメイン活動となっていく。現在では、最盛期にリリースの多かったハッピーハードコアはもう作成しておらず、それよりパワフルな路線でのハードコアテクノを作成・リリースしている。
2024年にはユーロビジョン・ソング・コンテスト2024のオランダ代表曲『Europapa』の製作に加わった。

## 所属ユニット
下記の通り、過去から現在において所属したユニットは多岐に渡る。更に、オランダのハードコアの中心的存在だったロッテルダムレコードのオーナーだった事もあり、最盛期においては「ガバのボス」「ロッテルダムのドン」などと形容された事もある。
- Bald Terror

メンバー構成：ポール・エルスタック、Richard van Naamen
- Da Tekno Warriors

メンバー構成：ポール・エルスタック、Jeroen Streunding
- DJ Paul & The Stunned Guys

メンバー構成：ポール・エルスタック、Gianluca Rossi、Massimiliano Monopoli
- DJ Paul vs. DJ Panic

メンバー構成：ポール・エルスタック、DJパニック
- E-Wax

メンバー構成：ポール・エルスタック、Short Circuit
- ユーロマスターズ(Euromasters)

メンバー構成：ポール・エルスタック、ロブ・ファブリー、ハーム・レフバー、ホーイハウス
変則的な構成のため、詳細はリンク先記事を参照。
- Evil Maniax

メンバー構成：ポール・エルスタック、Maurice Steenbergen、Rob Christensen
- Forze DJ Team

メンバー構成：ポール・エルスタック、Darrien Kelly、Dennis Copier、Jeroen Streunding、Lars Tindal
- Hard Attack

メンバー構成：ポール・エルスタック、ジョイ・ベルトラム
- Hardcore Fundamentalists

メンバー構成：ポール・エルスタック、Infamous
- The Hitmen

メンバー構成：ポール・エルスタック、M.Grunder
- ホリー・ノイズ(Holy Noise)

メンバー構成：ポール・エルスタック、ホーイ・ハウス、Richard van Naamen、ロブ・ファブリー
- The House Shaggers

メンバー構成：ポール・エルスタック、Maurice van Duuren
- Men Of Steel

メンバー構成：ポール・エルスタック、Jeroen Streunding
Da Tekno Warriorszの別名義で、主にロッテルダムレコードからリリースする際にこの名義を使用している。
- Paul Elstak vs. The Headbanger

メンバー構成：ポール・エルスタック、ロブ・ファブリー
- ロッテルダム・テラー・コープ

メンバー構成：ポール・エルスタック、DJ Distortion、MC Raw、DJ Reanimator、DJ Petrov、ロブ・ファブリー
流動的な構成のため、詳細はリンク先記事を参照。
- The Sound Of Rotterdam

メンバー構成：ポール・エルスタック、ホーイ・ハウス、Richard van Naamen、ロブ・ファブリー
ホリー・ノイズの別名義。ハードな曲をリリースする際に、ホリー・ノイズの所属レーベルであるARS ProductionsからNGが出たために、別途この名義を使用している。
- Timedrillers

メンバー構成：ポール・エルスタック、Peter Slaghuis
"Somebody In The House Say Yeah!"(1990年)が唯一のリリース。ポールが最も初期にリリースした曲であり、当時はまだハードコアテクノではなく、ハウス調の曲となっている。
- Too Fast For Mellow

メンバー構成：ポール・エルスタック、クーン・グレネヴェルド
- Too Hostile

メンバー構成：ポール・エルスタック、オマー・サンタナ
- Two Terrorists

メンバー構成：ポール・エルスタック、レニー・ディー
作成した曲も2人別々のため、ユニットというよりも競作であり、リリースした曲も現在までにシングル一枚のみ。
- United Gabbers Of Rotterdam

メンバー構成：ポール・エルスタック、George Ruseler、Jeroen Streunding、Ricky Peroti
- The Unknown

メンバー構成：ポール・エルスタック、Richard van Naamen、ロブ・ファブリー